# Синчук Геннадій Геннадійович
Геннадій Геннадійович Синчук (нар. 10 липня 2006, смт Манченки, Харківська область, Україна) — український футболіст, півзахисник канадського клубу «Монреаль». Бронзовий призер юнацького чемпіонату Європи 2024 у складі збірної України U-19.

## Ігрова кар'єра

### Клубна кар'єра
Народився у селищі Манченки Харківської області. Займався футболом у харківських спортивних школах «Металіст», «Схід» та «УФК-Олімпік».
У сезоні 2022/23 був внесений в заявку першої команди «Металіста». 3 травня 2023 року дебютував у Прем'єр-лізі в програному (0:5) матчі харків'ян проти «Дніпра-1».
28 січня 2025 року перейшов до канадського клубу «Монреаль». Контракт із гравцем підписано до 2028 року, з опцією продовження на 2029 рік.

### Збірна України
З лютого 2023 року викликався до юнацької збірної України для гравців віком до 17-ти років.

## Досягнення
Юнацька збірна України (U-19):
 Бронзовий призер юнацького чемпіонату Європи: 2024